# 北口龍徳
北口 龍徳（きたぐち りゅうとく、1901年12月3日 - 1965年5月31日）は、日本の政治家。参議院議員（1期）。

## 経歴
1901年熊本市に生まれる。
1919年熊本県立熊本農業学校を卒業し熊本農業会に技手として勤務、熊本県農業協同組合中央会生産部長を経て1954年に県農協中央会会長に就任。家の光協会理事・九州有線放送協議会会長を務めた。
農協活動の傍ら1942年熊本市会議員選挙に当選し、1947年の衆院選に国民協同党公認で熊本1区から出馬するも落選。その後県農業者政治連盟委員長となり、1963年に第6回参議院議員通常選挙熊本県選挙区補欠選挙で自由民主党から出馬し初当選を果たす。だが2年後の1965年5月31日に参議院議員宿舎で急死、64歳。死没日をもって勲四等旭日小綬章追贈、従五位に叙される。
娘婿の博は県農協中央会職員から参院議員当選後に秘書となり、熊本県議から衆議院議員となった。